# Fodor József (lelkész)
Fodor József (Ság, 1907. november 28. – Temesvár, 1990. január 13.) magyar katolikus plébános, újságíró, helytörténész.

## Életrajz
A temesvári főreál és katolikus hittudományi akadémia elvégzése után temesvári lelkész. Az Arany János Társaság tagja. A pápai enciklikák szellemében szociális kérdésekről cikkezett a Déli Hírlapban. Tevékeny szerepet játszott a vásárhelyi találkozón (1937), ahol párbeszédet folytatott Nagy István munkásíróval, párbeszéde Nagy István munkásíróval katolikusok és kommunisták kapcsolatát eredményezte mind az anyanyelvi iskolák, mind a szakszervezetek kérdésében. Tagja volt az Arany János Társaságnak, ahol székfoglaló beszédében a bánsági papok irodalmi és tudományos munkásságát ismertette.
1940-től 1944-ig az erdélyi Katolikus Népszövetség igazgatója volt és az aradi Havi Szemle szerkesztője. 1940-től a lugosi Magyar Kisebbség „Harmadik nemzedék” című rovatát is ő szerkesztette, és falutanulmányozást kezdeményezett, melynek eredményeként Délerdélyi és Bánsági Tudományos Füzetek címmel 12 helytörténeti munka látott napvilágot. Katolikus Naptár és a Katolikus Népszövetség füzetes kiadványait is ő szerkesztette. 1944. augusztus 25-én a Dél-erdélyi etnikai tisztogatások során letartóztatták, Zsilvásárhelyre internálták, 1945. június 22-én szabadult. 1951-ben újra elítélték kémkedés, hazaárulás vádjával, 8 év börtönt kapott, 1956-ban szabadult amnesztiával, ezután Temesvár-Gyárváros plébánosa volt 1986-os nyugdíjazásáig. Restauráltatta a millenniumi időkben épült temesvári katolikus templomot.